# Barokni ep
Barokni ep je vrsta epa nastalog u vrijeme baroka, po uzoru na Vergilija. Barokni ep mora biti religiozno ispravan, svrha mu je poučna a ne zabavna. Teze moraju biti jasne a struktura epa čvrsta. Tema mora biti aktualna i nacionalna.
Najpoznatiji primjer baroknog epa je Oslobođeni Jeruzalem, talijanskog epičara Torquata Tasse.